# Aeropuerto de Bathurst (Nueva Gales del Sur)

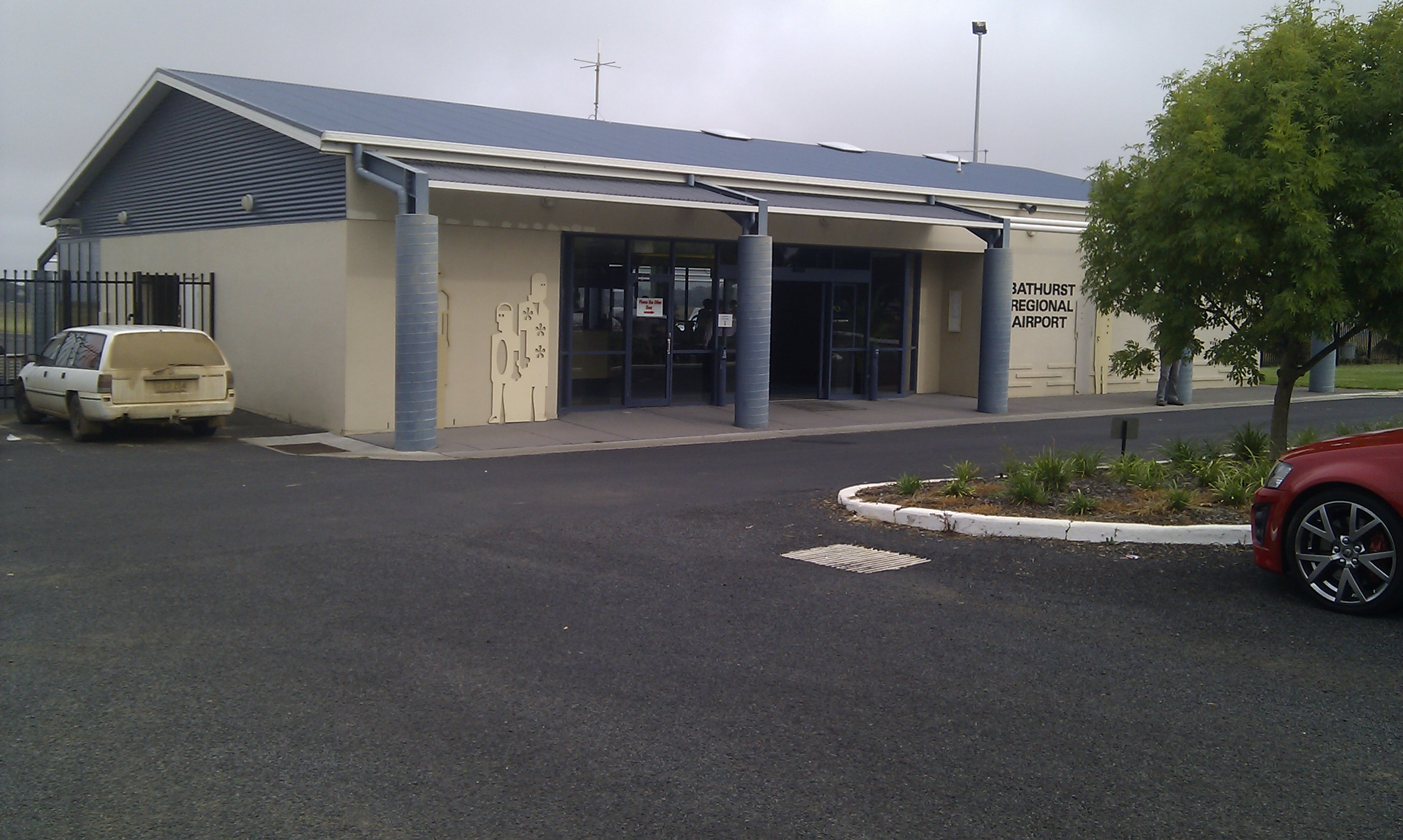
Edificio Terminal del Aeropuerto de Bathurst, 2011

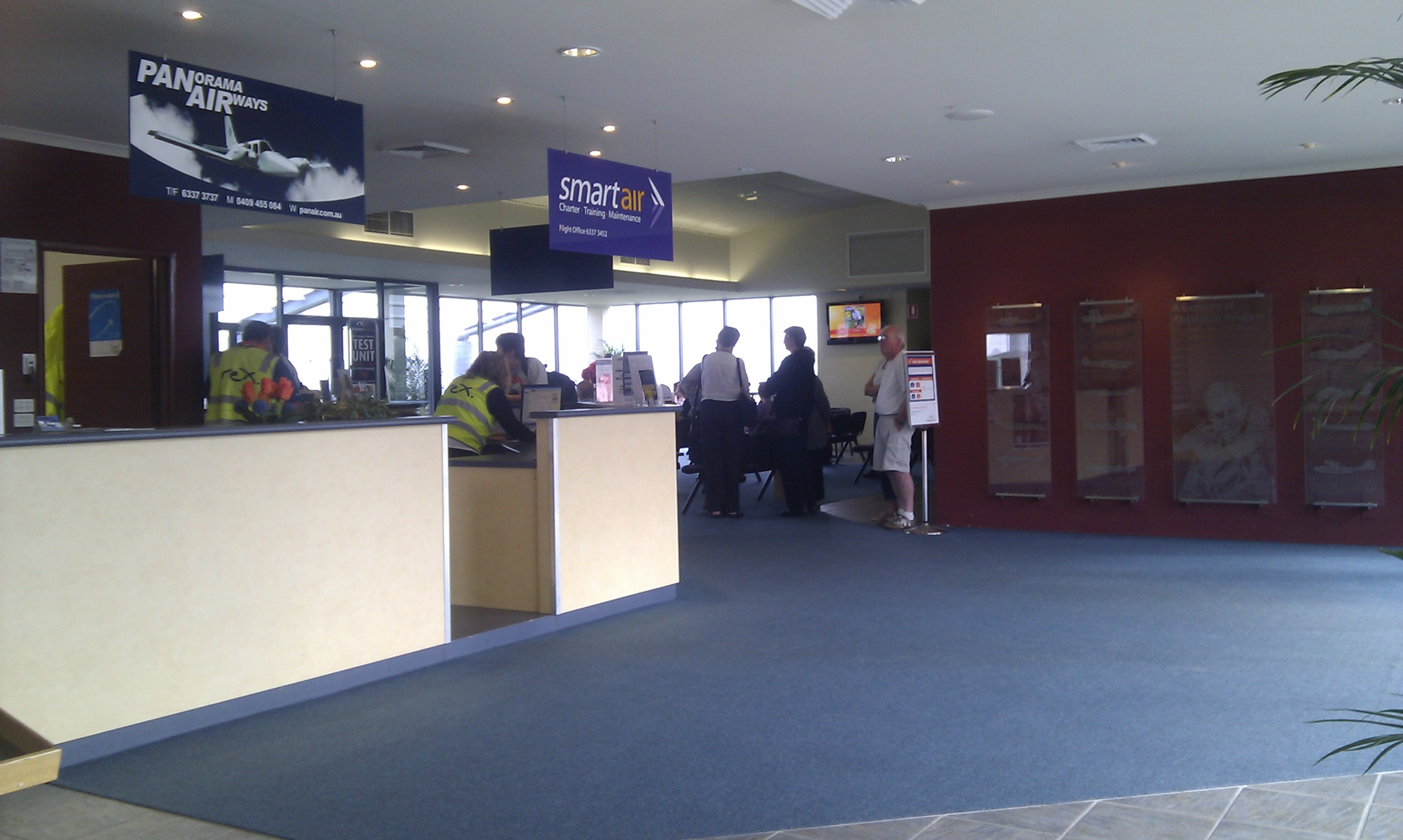
Interior del edificio terminal del aeropuerto de Bathurst, 2011

El Aeropuerto de Bathurst (IATA: BHS, OACI: YBTH) es un aeropuerto que sirve a Bathurst, Nueva Gales del Sur, Australia.
El aeropuerto de Bathurst es actualmente operada por una aerolínea, Regional Express Airlines (Rex). La historia del aeropuerto data de pocos años después de la Segunda Guerra Mundial cuando los políticos locales iniciaron una campaña en pos de un aeropuerto para Bathurst. La guerra llevó al Gobierno Federal a establecer el aeródromo durante los años del conflicto, para inmediatamente después de la guerra iniciarse los servicios aéreos comerciales con vuelos de pasajeros a Sídney. A día de hoy, algunas aerolíneas operan en el aeropuerto y es usado frecuentemente por pilotos en formación durante su educación de navegación. No se aplican tasas de aterrizaje por avión desde 2000 kg lo que lo convierte en un lugar popular como destino de muchos pilotos, principalmente de aquellos pilotos en prácticas procedentes de los aeropuertos de Bankstown y Camden en el distrito de Sídney.
El aeropuerto tiene dos pistas principales: una asfaltada y otra de grava marrón ( con una gran superficie de hierba a ambos lados de la grava). El aeropuerto también dispone de una pista secundaria apta para el tráfico de planeadores. La pista asfaltada, rodaduras y zonas de aproximación tienen instalaciones de iluminación que son activadas por el piloto.
Hubo 8.000 aterrizajes en 2010 que incluyeron vuelos de recreo, reactores ejecutivos, chárteres, vuelos regulares de pasajeros, servicios de emergencia, y vuelos de la Fuerza Aérea. El aeropuerto es propiedad del Concilio Regional de Bathurst, quien lo gestiona y mantiene.

## Historia
Un evento que ocurre antes que la apertura del aeropuerto tuvo una especial significación - el 2 de diciembre de 1920 uno de los primeros vuelos en aterrizar en Bathurst llegó con correo desde Sídney, el avión propiedad de Bathurst Aviation Service Company, aterrizó en una pista de Kelso.
La historia del aeropuerto comienza entre 1937 y 1939 cuando el consejo municipal estudió diversos lugares que pudiesen soportar un aeródromo, que finalmente obligó al gobierno federal a tomar cartas en el asunto otorgando un lugar destinado a la Segunda Guerra Mundial, en 1942 un campo de vuelos militar fue abierto para asumir el exceso de tráfico y aportar plazas de aparcamiento para la saturada Base Aérea de Richmond en el oeste de Sídney.
Una lista cronológica de eventos que documentan el desarrollo del aeropuerto se listan a continuación;
- 1945: el teniente de alcalde y Ben Chifley (primer ministro) asisten al consejo que busca convertir al Aeródromo de Bathurst para le uso con vuelos aéreos civiles[7]
- 1946: apertura oficial como aeródromo civil el 14 de diciembre de 1946 por el primer ministro Ben Chifley[6] No existían vuelos o servicios todavía
- 1946: comienza el primer vuelo regular comercial de pasajeros con Butler Air Transport Pty. Ltd. el 16 de diciembre.[8][9]
- 1947: Butler Air Transport Pty. Ltd. usa un DC-3 llamado Warrumbungle en el servicio a Bathurst, previamente utilizado en servicio bélico[6][10] Air fare £1 10s.[11]
- 1948: representantes hicieron llegar al ministro del Aire la necesidad de hacerse con terrenos junto al aeródromo para establecer un aeroclub con propósitos de entrenamiento, un depósito y otros edificios
- 1952: se levantaron nuevos edificios en el aeródromo y el consorcio se mostró de acuerdo en conectarlo a la red de aguas
- 1953: se instalaron ayudas de radionavegación, y mejoras menores a la zona de depósticos
- 1954: su Majestad Real La Reina llega en avión al aeródromo de Bathurst
- 1954-55: un 'Comité de Seguridad Aérea' local fue formado para actuar de observadores y dotar de asistencia a los pilotos en dificultades
- 1956: una visita del ministro de Aviación Civil decide dotar de luz al aeródromo en Raglan, y el alargamiento de la pista para dar cabida a los aviones de pasajeros Vickers Viscount
- 1956-57: representantes hacen saber a la oficina de correos la necesidad de contar con un teléfono público instalado en el aeródromo – la petición fue rechazada
- 1957: la torre de ATC fue oficialmente abierta y el aeroclub de Bathurst lanzó panfletos desde un avión sobre la ciudad, anunciando vuelos de recreo
- 1959: la Commonwealth transfirió el aeródromo a la ciudad de Bathurst desde diciembre. La pista tenía en ese momento una pista de pavimento sin asfaltar, y el aeródromo estaba situado en el condado de Turon.
- 1963: se propone el establecimiento de tasas de aterrizaje
- 1963: Airlines of New South Wales introduce los aviones Fokker F27 Friendship
- 1964: es concluido el nuevo edificio terminal con Airlines of NSW como primera aerolínea, el alumbrado en el aeropuerto es instalado
- 1967: se envía una petición al Departamento de Aviación civil para obtener una nueva calle de rodadura para acceder a la zona de hangares y una plataforma para aviones ligeros, y Airlines of NSW cesa su servicio a Bathurst y East West Airlines comienza sus servicios
- 1967: el aeródromo cierra durante once meses para permitir la reconstrucción de pista
- 1969: BP Australia patrocina el BP Australia Air Race para la construcción de aviones domésticos y la carretera de acceso es rebautizada con el nombre de PJ Moodie Memorial Drive
- 1972: los servicios de ambulancia aérea comienzan sus operaciones
- 1973: East West Airlines anuncia 16.348 pasajeros en 1973
- 1974: construcción del Groundsman’s Cottage
- 1977: East West Airlines introduce un servicio de bus que conecta la ciudad y el aeropuerto para pasajeros y carga
- 1979: reasfaltado de pista
- 1981: la Southern Cross Air Race a Melbourne comienza desde el aeródromo de Bathurst
- 1987: la estructura básica para una torre de control es erigida en el aeródromo por el consorcio y otras partes para la Carrera de Coches de octubre de 1987
- 1993: se reasfalta la pista
- 1994: la plataforma fue ampliada
- 2001: el 12 de septiembre de 2001 la matriz de Hazelton Airlines, Ansett, quiebra y todos los vuelos de Hazelton son suspendidos temporalmente, retomándose unas semanas más tarde con una reducción de frecuencias[12]
- 2002: Rex Group se hace con los servicios a Bathurst tras la adquisición de Hazelton Airlines el 1 de agosto de 2002
- 2010: Regional Express Airlines anuncia el transporte de 24.000 pasajeros durante el año desde Bathurst[5]
- 2011: nuevas luces de pista y PAPI instaladas en la pista 17/35 incluyendo tomas de corriente – el alumbrado original de pista procede de los sesenta[13]

El aeroclub local PJ Moodie de Bathurst y el PJ Moodie Memorial Drive en las instalaciones del aeropuerto son en conmemoración de Alderman PJ Moodie quien hizo una campaña constante con el fin de que se construyera un aeródromo de Bathurst.

### Horarios
En sus horarios de mayo de 1964, Airlines of NSW operaba un vuelos por trayecto a la mañana y a la tarde con Bathurst, luego ampliado a Parkes, usando un Fokker Friendship.

## Aerolíneas y usuarios del aeropuerto

### Regional Express
Regional Express Airlines (REX) vuela de Bathurst a Sídney tres veces al día. La aerolínea tiene su sede en Wagga Wagga con su mayor base de operadciones NSW en Sídney. REX opera con Saab 340, un avión turbohélice de 34 en la ruta de Bathurst.

### Servicios chárter
Algunas compañías proporcionan servicios chárter desde el aeropuerto de Bathurst incluyendo a Panorama Airways y Smartair

### Bathurst Aero Club
Bathurst Aero Club es un club social y empresa de entrenamiento fundada en 1938 que cuenta con un edificio junto a la terminal de pasajeros. El club tiene vuelos regulares diarios y excursiones para cruzar el país.

### Entrenamiento de vuelo
Algunas escuelas de vuelo operan desde el aeropuerto regional de Bathurst

### Cadetes de la Fuerza Aérea Australiana
El escuadrón n.º 328 del Ala 3 de los Cadetes de la Fuerza Aérea Australiana (AAFC) tiene su base en el aeropuerto regional de Bathurst.

## Instalaciones
Ayudas de navegación
- Estación Meteorológica Automática[21]
- NDB
- Frecuencia de identificación del aeródromo
- Hangares privados de avión
- Terminal de pasajeros climatizada
- Aparcamiento de vehículos sin restricciones
- Transporte público – Parada de taxi

## Siniestros e incidentes
- 7 de noviembre de 2008 - una Piper PA-31-350 Chieftain se estrelló poco después de despegar, el avión trataba de regresar al aeropuerto pero se estrelló a 3 km del umbral de pista. El avión volaba desde Moorabin en Victoria a Port Macquarie con parada de repostaje en Bathurst. Cuatro personas murieron.[22][23]

- 5 de octubre de 2006 - Un BAC Strikemaster despegó de Bathurst, NGS, para un vuelo de 25 minutos de aventura con un pasajero. El vuelo incluía maniobras acrobáticas a altas cotas y una simulación de ataque a baja cota. Dos personas murieron cuando el avión se partió en el aire a 20 km al noreste de Bathurst. La fractura del ala derecha fue precipitada por la fatiga preexistente en la zona de anclaje del apéndice derecho.[24]

- 31 de mayo de 1974 – El vuelo 752/753 de East West Airlines, operado por un Fokker F-27, tenía previsto volar desde Sídney a Orange, Bathurst y de regreso a Sídney. El vuelo discurrió sin problemas hasta el momento de la aproximación a Bathurst, cuando el primer oficial tomó la decisión tardía de cambiar el aterrizaje de la pista 17 a las pista 35 debido a ligeras precipitaciones en la zona de aproximación. En aproximación final el avión se desvió hacia la izquierda de la pista y con las precipitaciones en aumento y las turbulencias moderadas el piloto ordenó una frustrada justo sobre el umbral de pista. El avión impactó en la pista pasados 1.240 m después del umbral de la pista 35 y se desplizó por el terreno 625m con el motor sobre el ala. Durante la investigación posterior se descubrió que la configuración del avión había quedado seriamente afectada or el encuentro impredecible de un fuerte cambio de los vientos en la componente horizonta, y una corriente descendente, a una altura demasiado baja como para permitir la recuperación. No hubo heridos de consideración pese a que el avión quedó totalmente destrozado.[25][26]